# Ambassade van Oekraïne in Portugal
De Ambassade van Oekraïne in Portugal is de vertegenwoordiging van Oekraïne in de Portugese hoofdstad Lissabon.
Na de onafhankelijkheidsverklaring van Oekraïne in 1991, erkende Portugal deze onafhankelijkheid op 7 januari 1992.

## Ambassadeurs
Inna Ohnivets is anno 2021 de ambassadeur.
- Zlenko Anatoliy Maksymovych (1998–2000)
- Tymoshenko Konstantin Vladimirovich (2001–2005)
- Tronenko Rostislav Vladimirovich (de 2005–mei 2010)
- Nikonenko Alexander Nikolaevich (oktober 2010-maart 2014)
- Tretyak Leonid Oleksandrovych (april 2014-oktober 2015)
- Ognivets Inna Vasylivna (oktober 2015-)